# Lübbenau/Spreewald
Lübbenau/Spreewald (in basso sorabo Lubnjow/Błota) è una città del Brandeburgo, in Germania, appartenente al circondario dell'Oberspreewald-Lusazia.

## Storia
Nel 2003 vennero aggregati alla città di Lübbenau/Spreewald i soppressi comuni di Bischdorf, Boblitz, Groß Beuchow, Groß Lübbenau, Groß-Klessow, Hindenberg, Kittlitz, Klein Radden, Leipe e Ragow.

## Società

### Evoluzione demografica
- Sviluppo della popolazione dal 1875 entro gli attuali confini (Linea Blu: Popolazione; Linea puntata: Confronto dello sviluppo della popolazione dello Stato del Brandenburgo; Sfondo grigio: Ai tempi del governo nazista; Sfondo rosso: Al tempo del governo comunista)
- Sviluppo recente della popolazione (Linea blu) e previsioni

| Anno | Abitanti |
| ---- | -------- |
| 1875 | 10 174   |
| 1890 | 10 359   |
| 1910 | 10 549   |
| 1925 | 10 526   |
| 1933 | 9 918    |
| 1939 | 9 672    |
| 1946 | 13 341   |
| 1950 | 12 986   |
| 1964 | 22 542   |
| 1971 | 26 192   |
| 1981 | 25 270   |

| Anno | Abitanti |
| ---- | -------- |
| 1985 | 24 295   |
| 1989 | 24 181   |
| 1990 | 23 854   |
| 1991 | 23 037   |
| 1992 | 23 043   |
| 1993 | 22 733   |
| 1994 | 22 510   |
| 1995 | 22 182   |
| 1996 | 21 828   |
| 1997 | 21 450   |

| Anno | Abitanti |
| ---- | -------- |
| 1998 | 20 998   |
| 1999 | 20 530   |
| 2000 | 19 959   |
| 2001 | 19 474   |
| 2002 | 19 116   |
| 2003 | 18 272   |
| 2004 | 17 995   |
| 2005 | 17 808   |
| 2006 | 17 560   |
| 2007 | 17 290   |

| Anno | Abitanti |
| ---- | -------- |
| 2008 | 17 098   |
| 2009 | 16 936   |
| 2010 | 16 820   |
| 2011 | 16 438   |
| 2012 | 16 276   |
| 2013 | 16 086   |
| 2014 | 16 082   |
| 2015 | 16 237   |
| 2016 | 16 109   |
| 2017 | 16 090   |

| Anno | Abitanti |
| ---- | -------- |
| 2018 | 16 021   |
| 2019 | 15 977   |
| 2020 | 15 969   |

Fonti dei dati sono nel dettaglio nelle Wikimedia Commons..

## Geografia antropica

### Suddivisioni amministrative
Lübbenau si divide in 13 zone, corrispondenti all'area urbana e a 12 frazioni (Ortsteil):
- Lübbenau (area urbana)
- Bischdorf
- Boblitz
- Groß Beuchow
- Groß Klessow
- Groß Lübbenau
- Hindenberg
- Klein Radden
- Kittlitz
- Krimnitz
- Lehde
- Leipe
- Ragow
- Zerkwitz

## Amministrazione

### Gemellaggi
Lübbenau è gemellato con:
- Halluin, Francia
- Nowogród Bobrzański, Polonia
- Oer-Erkenschwick, Renania Settentrionale-Vestfalia, Germania
- Pniewy, Polonia
- Świdnica (Lubusz), Polonia